# 21 Ceti
21 Ceti är en gul jätte i stjärnbilden Valfisken.
21 Ceti har visuell magnitud +6,16 och svagt synlig för blotta ögat vid mycket god seeing. Den befinner sig på ett avstånd av ungefär 430 ljusår.